# Lucie Rakers
Lucie Rakers, geb. Ribbink (* 19. August 1905 in Nordhorn; † 4. April 1993 ebenda), war eine deutsche Heimatdichterin aus dem Landkreis Grafschaft Bentheim, im Südwesten Niedersachsens gelegen, direkt an der niederländischen Grenze.
Ihre Literatur verfasste sie in hochdeutsch und auch in plattdeutsch in Prosaform oder als Gedicht oder Ballade, die in den Jahrbüchern des lokalen Heimatvereins veröffentlicht wurden.
Verlegte Werke: 
- Lebensbild einer deftigen Grafschafterin (Gedichtband aus dem Jahr 1963)

- Sagen aus der Grafschaft Bentheim (Balladen-Sammlung, illustriert von Wilhelm Frantzen, erstellt 1969).

Weiterhin machte sie sich im Jahre 1984 durch die freie Übersetzung der auf Niederländisch verfassten Abhandlung Geschichte der Grafschaft Bentheim verdient. (Originaltitel Geschiedenis van het Graafschap Bentheim, erstmals erschienen 1820 bei J. L. Zeehuisen in Zwolle), einem Werk des Wilsumer Geschichtsforschers Wessel Friedrich Visch (1773–1860). Lucie Rakers hatte zuvor schon einige Gedichte dieses auch als Dichter und Hobbyarchäologe wirkenden evangelisch-reformierten Pastors in die deutsche Sprache übertragen.
Lucie Rakers war verheiratet mit dem Konrektor Johann Rakers und damit die Schwägerin von Arnold Heinrich Rakers (1903–1965), ebenfalls Lehrer, Sprachwissenschaftler und Förderer der deutsch-niederländischen Beziehungen.
Zusammen mit Arnold Rakers setzte sie sich vehement für die Vossbergenschreibweise in der niederdeutschen Sprache ein.
In Bad Bentheim ist die kleine Wohnstraße Lucie-Rakers-Straße nach ihr benannt.

## Veröffentlichungen
- Sagen aus der Grafschaft Bentheim. 2. Auflage. Heimatverein der Grafschaft Bentheim, Nordhorn 1976.[4]
- Lebensbild einer deftigen Grafschafterin: Gedichte. Heimatverein der Grafschaft Bentheim, Bad Bentheim 1963.[5]